# Яроциці
Яроциці (пол. Jarocice) — село в Польщі, у гміні Буженін Серадзького повіту Лодзинського воєводства.
Населення — 145 осіб (2011).
У 1975—1998 роках село належало до Серадзького воєводства.

## Демографія
Демографічна структура станом на 31 березня 2011 року:
|          | Загалом | Допрацездатний вік | Працездатний вік | Постпрацездатний вік |
| -------- | ------- | ------------------ | ---------------- | -------------------- |
| Чоловіки | 70      | 14                 | 51               | 5                    |
| Жінки    | 75      | 11                 | 45               | 19                   |
| Разом    | 145     | 25                 | 96               | 24                   |